# Турский, Митрофан Кузьмич
Митрофан Кузьмич Турский (21 марта [2 апреля] 1840, Нарва, Санкт-Петербургская губерния — 16 [28] сентября 1899, Москва) — русский лесовод, профессор.

## Биография
Родился 21 марта (2 апреля) 1840 года в Нарве в семье священника. Учился в Санкт-Петербургской духовной семинарии; в сентябре 1859 года поступил в Петербургский университет, который оставил в октябре 1861 года. В 1862 году сдал в Петербургском университете экзамены на степень кандидата и получил диплом. Затем в Лесном институте и Лисинском учебном лесничестве прошёл специальный одногодичный курс лесоводства и в декабре 1863 года, после сдачи экзаменов, был произведён в чин поручика Корпуса лесничих и назначен в леса Пермской губернии — работал в 1864—1866 годах таксатором и лесным ревизором. В 1867—1869 годах был лесничим в Нижегородской губернии.
В 1869 году был назначен преподавателем лесных наук в Лисинское лесное училище. В 1871 году были опубликованы составленные Турским «Таблицы для таксации леса», выдержавшие в дальнейшем 8 изданий. За эти таблицы в 1873 году ему была присуждена премия Министерства государственных имуществ. В этот период им велись метеорологические наблюдения, сводки по которым публиковались в «Лесном журнале» в 1872—1875 годах; одновременно он активно участвовал в работе Лесного общества (был одним из его основателей, с 1889 года — председателем).
В 1875 году находился в командировке: знакомился с лесным хозяйством, лесоразведением и преподаванием лесоводства в Германии. По возвращении, в январе 1876 года был назначен экстраординарным профессором по кафедре лесоводства Петровской сельскохозяйственной академии. Летом этого же года он ознакомился с ведением лесного хозяйства в Германии. В результате поездки М. К. Турский пришёл к выводу, что слепое подражание деятельности западноевропейских лесничих может привести к неожиданным неудачам, что необходимы собственные приёмы лесного хозяйства.
Расцвет научной, преподавательской деятельности и вся дальнейшая его жизнь тесно связаны с Петровской академией (с 1889 года — Сельскохозяйственный институт). Здесь он создал классические работы по лесному хозяйству, явившиеся результатом большой серии опытов в Лесной опытной даче академии.
По многим теоретическим и экспериментальным направлениям М. К. Турский был первопроходцем, опередившим западных лесоводов. Так, в 1912 году, Г. Ф. Морозов отмечал: 

Европа справедливо гордится теперь вероятно уже 15-летними опытами Cieslar’a относительно влияния происхождения семян на рост и другие особенности насаждений. Опыты нашего Митрофана Кузьмича гораздо старше — им теперь уже 25–30 лет, т. е. поставлены они были тогда, когда в Германии никто или почти никто, по крайней мере в лесоводственных кругах, не думал об экспериментальном разрешении подобных вопросов

М. К. Турский при обучении студентов не ограничивался Лесной опытной дачей Петровской академии; им были организованы летние практики студентов в Велико-Анадоле (1883) и Никольской лесной даче на северо-востоке Московской губернии (1884), а также в Погонно-Лосиноостровском лесничестве под Москвой.
Он пропагандировал достижения степного лесоразведения, доказывал перспективность лесопольного хозяйства, а в выборочной форме рубок видел идеал, к которому должно стремиться высокоствольное хозяйство.
В 1891 году вышел в свет энциклопедический курс М. К. Турского «Лесоводство», который к настоящему времени выдержал уже 10 изданий.
Кроме статей в «Лесном журнале» и «Сельском хозяйстве и лесоводстве», им были опубликованы: «Беловежская пуща» (М., 1893); «Определитель древесины, ветвей и семян» (М., 1885; 2-е изд., М., 1893); «О лесопольном хозяйстве» (М., 1882); «О древесных саженцах и их возращении» (М., 1884); «Как выучиться разводить деревья» (М., 1892); «Лесоводственные орудия и инструменты» (М., 1893); «Сбор древесных семян» (М., 1893); «К вопросам о необходимости выборочной рубки» (2 изд.); «Сборник статей по лесоразведению» (М., 1894, 2 изд.); «Разведение лесных деревьев» (М., 1884, 7 изд.); «Лесная дача Петровской академии» (1882, 1887, 1893) и др.
В связи с засухой 1891 года и неурожаями М. К. Турский и В. Р. Вильямс принимали участие в экспедициях под руководством В. В. Докучаева на юг России.
С 1894 года М. К. Турский в качестве руководителя лесоводственного отдела Особой экспедиции по исследованию истоков главнейших рек Европейской России, созданной Лесным департаментом, проделал огромный объём полевых работ в районах истоков Волги, Днепра и Оки.; эта деятельность продолжалась вплоть до смерти учёного. Результаты и материалы этого труда были опубликованы в нескольких томах, ставших ныне библиографической редкостью. В них подчеркивалась важность сохранения болот и лесов у истоков великих рек России, при этом была показана необходимость исследований влияния леса на гидрологический режим, неотложность мер, направленных на облесительные работы верховьев Оки и Дона с целью увеличения дебита воды в речных источниках, а также отмечено, что в верховьях Днепра леса должны сохраняться исключительно государственными.
Умер 16 (28) сентября 1899 года. Похоронен на Введенском кладбище (27 уч.).

## Награды
М. К. Турский был награждён шестью орденами Российской империи.

## Память

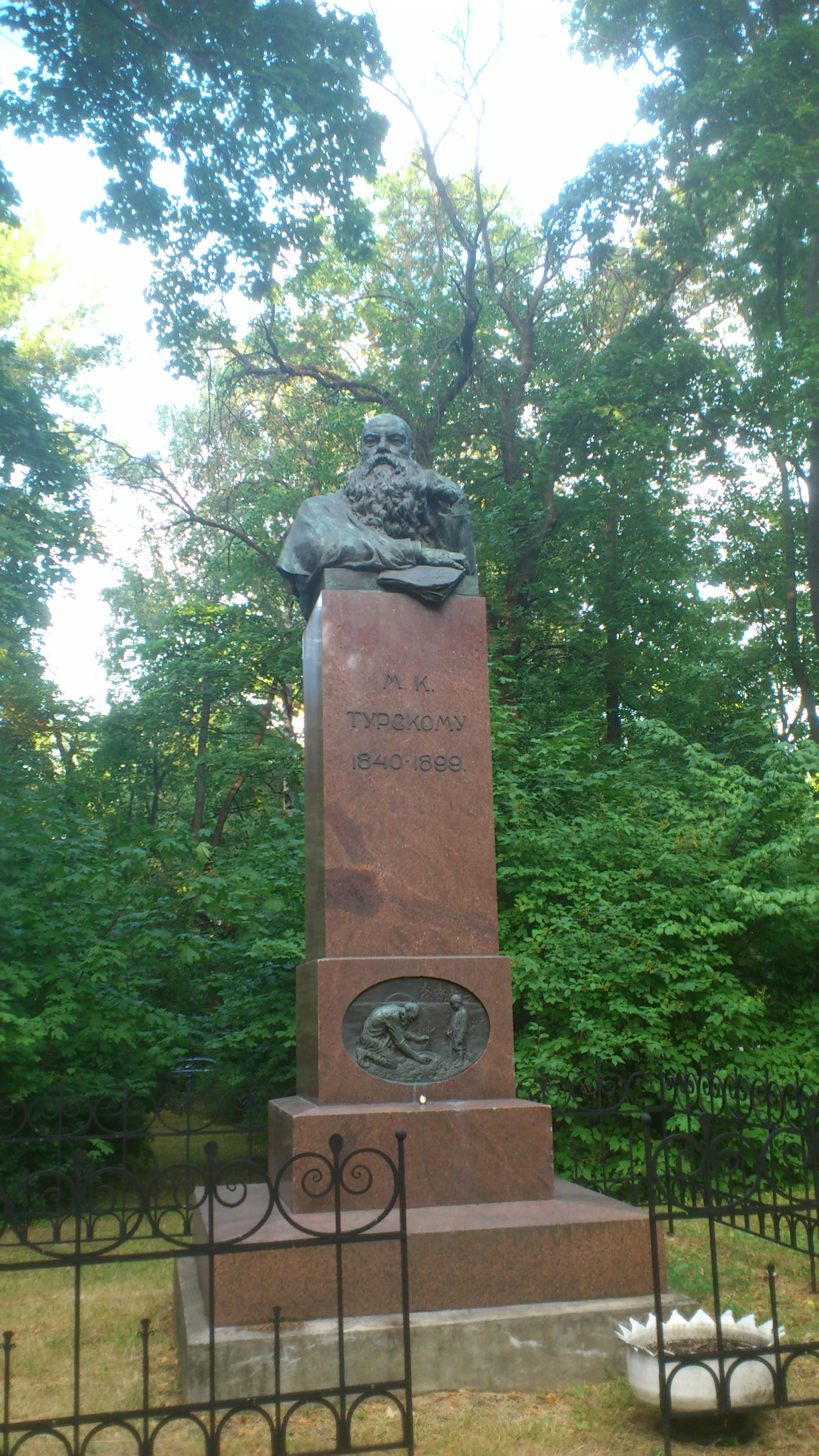
Памятник на территории МСХА

29 июля 1912 года (по старому стилю) в Москве (Тимирязевская улица, возле дома № 58) был открыт памятник М. К. Турскому. Памятник был выполнен одним из выпускников П. В. Дзюбановым.
Уважение и признательность заслужили ученики М. К. Турского: Г. Н. Высоцкий, А. П. Молчанов, В. А. Тихонов, Л. И. Яшнов, Н. С. Нестеров, Э. Э. Керн, Г. М. Турский, Б. И. Гузовский.